# 胡侗清
胡侗清（1923年2月4日—1986年4月23日），原名蕭國權，生於中華民國安徽省桐城縣，前中華民國空軍飛行員，客機飛行員，創辦遠東航空，曾任遠東航空總經理與董事長。

## 生平
其父蕭銀貴，其母方德恩，生有九男四女，胡侗清在家中排行第十。其父早逝，胡侗清在18歲時，過繼給胡家，因而更改姓名。
胡侗清為中華民國空軍士校19期肄業，1942年畢業於中央航空學校（中華民國空軍官校前身）17期。畢業後曾在重慶青木關藝專學習聲樂，並認識其妻黃燕平。1944年保送入印度臘河基地美空軍官校1944年班接受P-51戰機飛行訓練。1945年與黃燕平在南京結婚，婚後自空軍退役，進入中國航空公司，任副駕駛員。
在國共內戰時期，1949年發生兩航事件，胡侗清進入民航空運公司，隨國民政府至台灣。1955年，胡侗清由民航空運公司離職，主管台北飛行社。1957年6月5日，胡侗清成立遠東航空公司，從事載客飛行業務。遠東航空公司成立之初，由日本華僑投資，其董事長為顏澤滋，後改由其兄蕭國祥接任，胡侗清頭銜為總經理，但他為實際業務主導者。
1986年，胡侗清因心肌梗塞導致腦溢血過世。在胡侗清生前，將遠航公司大部份持股，轉至其妻弟黃任中設立的皇龍投資公司名下。在其過世後，因為未立遺囑，其家族發生爭奪遠航公司經營權的紛爭。

## 家庭
其首任妻子黃燕平，為黃少谷之女，黃任中之姐。兩人生下三女一子，分別為胡小燕、胡妮妮、胡韻、胡元熙。
第二任妻子魏淑娟，為演員張艾嘉之母。